# دریاسالار سرخ
دریاسالار سرخ (نام علمی: Vanessa atalanta) از گونه پروانه‌هایی است که در سال ۱۷۵۸ میلادی توصیف علمی شدند. منطقه معتدل شمالی در اروپا، آسیا و آمریکای شمالی زیستگاه این گونه‌است.

## ظاهر
پهنای بال ۴۵ تا ۵۰ میلی متر است. رنگ بال قهوه‌ای سوخته به همراه قرمز با طرح‌های راه‌راه است.

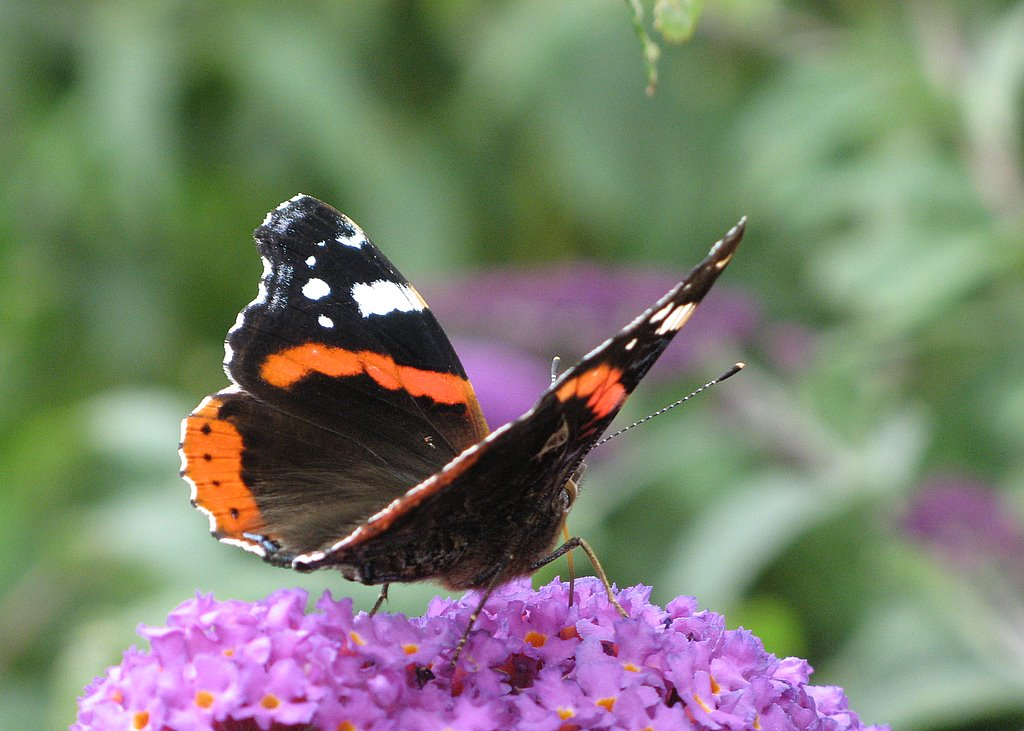
نما از پشت

## نگارخانه

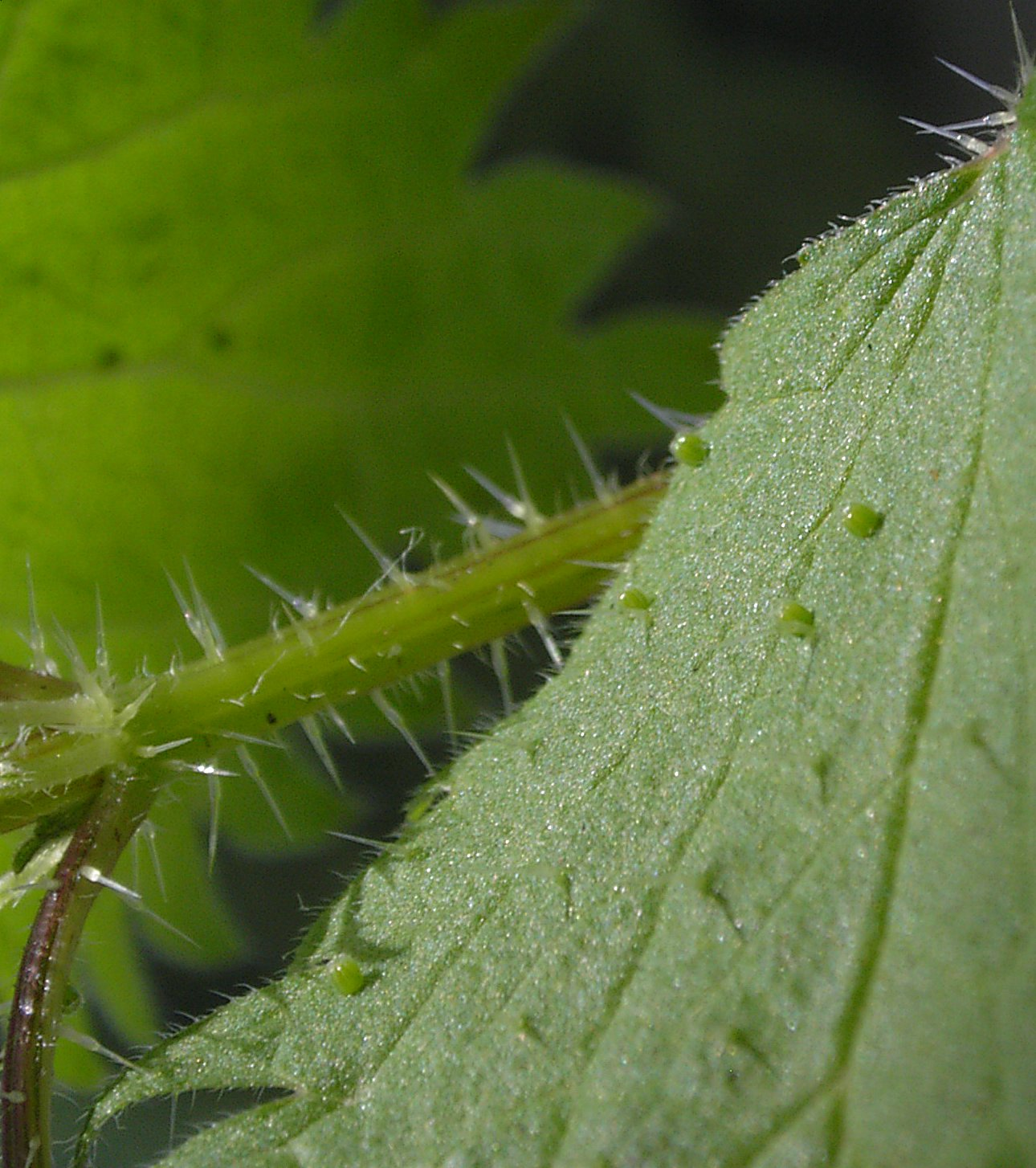
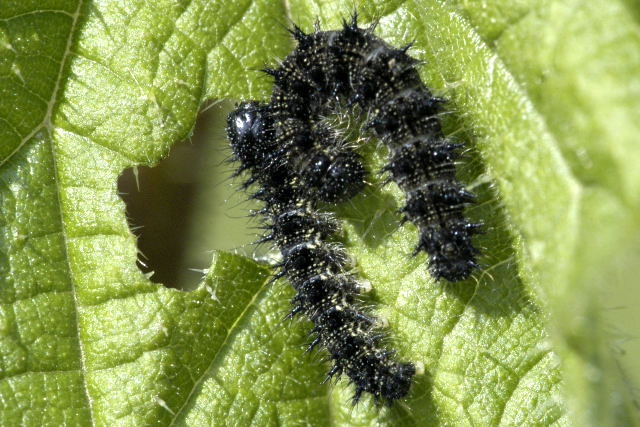
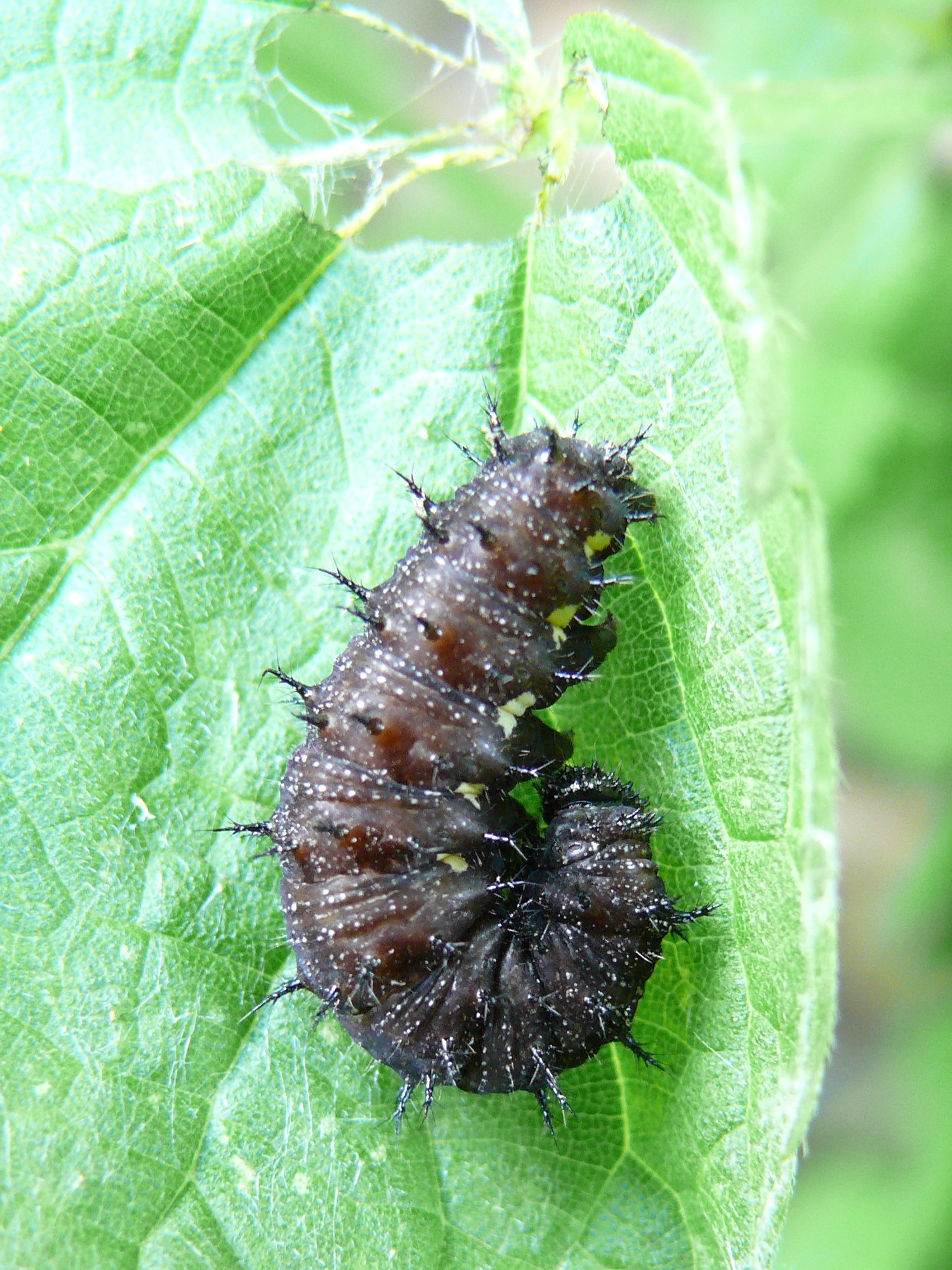
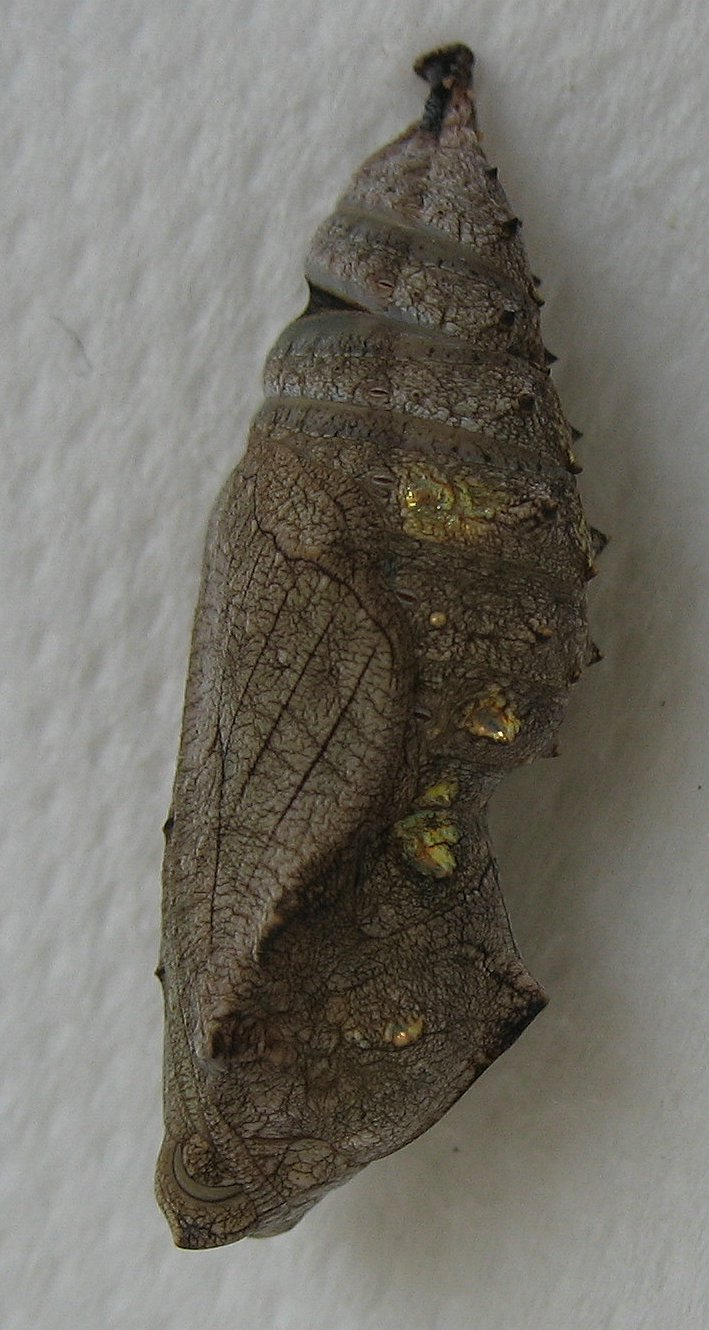